# Islam à Maurice

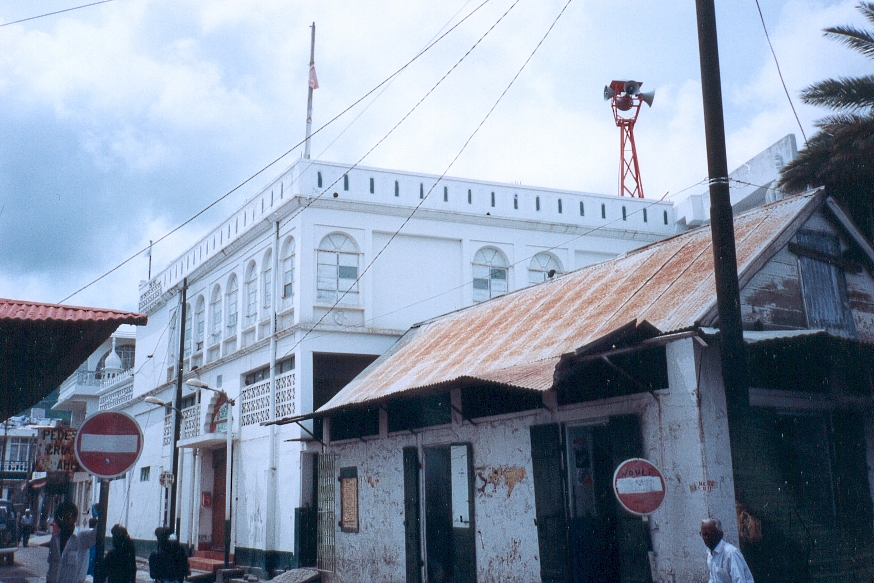
La grande mosquée de Port-Louis

Les musulmans constituent 17 % de la population de la république de Maurice, d'après le dernier recensement de 2011. Ils sont quasiment tous descendants de migrants d'Asie du Sud. Le pays n'a pas de religion officielle, et sa constitution de 1968 reconnaît quatre communautés : les hindous, les musulmans, les Sino-Mauriciens et la population générale. L'islam mauricien est considéré comme modéré.

## Histoire
Les Arabes ont découvert l'île au début du XVIe siècle, mais ne l'ont pas occupée. En fait, les premiers musulmans sont des migrants pauvres venus d'Inde ou mis en esclavage alors que l'île était sous domination néerlandaise, entre 1598 et 1715.
La première mosquée de l'île Maurice est la “mosquée du Camp des Lascars”, construite en 1805. Ce nom vient de 150 matelots indiens musulmans que Mahé de Labourdonnais fit venir au début du XVIIIe siècle, et qui étaient surnommés les “lascars” par métonymie, ce poste sur les navires étant occupé principalement par ces matelots d'origine indienne et de foi musulmane. C'est le cheikh Goulamy qui implanta l'islam dans l'île, alors qu'un contrat portant sur les conditions de vie fut bafoué par les Français. Une case-mosquée rudimentaire vit le jour en 1765 ; c'est sur elle qu'est bâtie la mosquée actuelle, appelée maintenant al-Aqsa.
Après l'administration française, l'île passa sous domination britannique en 1810. C'est 25 ans plus tard que sera mis fin à l'esclavage dont étaient victimes les Indiens, dont les musulmans. En 1850 est construite la mosquée Jummah de Port-Louis. Elle est réputée pour son architecture, qui rappelle la spiritualité soufie.

## L'islam contemporain
Environ 95 % des musulmans sont sunnites et parlent ourdou, même si, historiquement, la majorité d'entre eux, parlaient le bhojpouri au XIXe siècle et jusqu'au début du XXe siècle. Au sein de la communauté musulmane, trois ethnies distinctes existent : les Memons ou Surtis et les Hindi Calcattias. Les Surtis sont de riches marchands issus du district de Kutch et de Surate, dans la province indienne de Gujarat. Quant aux Hindi Calcattias, ce sont des paysans venus de Bihar. Parmi les minorités chiites, certains viennent d'Asie du Sud et d'autres d'Afrique de l'Est. La majorité des chiites sont duodécimains, mais certains sont ismaéliens. Parmi les courants minoritaires, certains musulmans suivent le tabligh et d'autres sont salafistes.
L'autorité islamique qui dialogue avec le gouvernement est la mosquée Jummah de Port-Louis. C'est dans cette ville que les musulmans sont le plus concentrés, dans les quartiers de la Plaine-Verte, de Ward IV, de Vallée Pitot et de Camp Yoloff. Enfin, il existe pour la jeunesse un réseau de madrasas, d'écoles coraniques, et des scouts musulmans.